# Fifty Who Made DC Great
Fifty Who Made DC Great (Cincuenta Que Hicieron Grande a DC en español) es un número especial publicado por DC Comics para conmemorar el quincuagésimo aniversario de la editorial en 1985. Fue publicado en formato comic book pero su contenido eran artículos de texto con fotografías y caricaturas como imágenes de fondo. Como explicó en su momento la entonces presidente y editora de la editorial, Jenette Kahn, los perfiles eran de "cincuenta personas y empresas que ayudaron a hacer grande a DC Comics". Según Kahn, "Elegimos como representantes a aquellos que han sido pioneros en un nuevo territorio y que, al hacerlo, han dado forma a nuestro pasado o nuestro futuro". Los artículos fueron escritos por Barry Marx, Thomas Hill y Joey Cavalieri y los dibujos hechos por Steven Petruccio. Además, Barry Marx fue el editor de la revista. Neal Pozner fue el director de diseño. La ilustración de la cubierta fue realizada por Curt Swan, Murphy Anderson y Arne Starr, y muestra a Clark Kent sosteniendo el símbolo de DC.

## Los cincuenta
| Nombre                       | Campo                                          | Notas |
| ---------------------------- | ---------------------------------------------- | --- |
| M.C. Gaines                  | editor                                         | copropietario de National Allied Publications |
| Malcolm Wheeler-Nicholson    | escritor, empresario                           | creador de National Allied Publications, la compañía precursora de DC Comics                                                                      |
| Harry Donenfeld              | editor                                         | copropietario de National Allied Publications |
| Jack Liebowitz               | editor                                         | copropietario de National Allied Publications |
| Jerry Siegel                 | escritor                                       | cocreador de Superman |
| Joe Shuster                  | artista                                        | cocreador de Superman |
| Bob Kane                     | escritor, artista                              | creador de Batman |
| Bill Finger                  | escritor                                       | "un colaborador importante" en la creación de Batman.                                                                                             |
| Warner Publishing Services   | empresa distribuidora                          | Antes conocida como Independent News Company, Inc., es la mpresa hermana de DC, reesponsable por la distribución minorista.                       |
| Sheldon Mayer                | escritor, artista, editor                      | creador de Sal y Pimienta |
| Sol Harrison                 | ejecutivo                                      | Presidente de DC Comics entre 1976 y 1980 |
| Erwin M. "Bud" Budner        | distribuidor                                   | creador de la agencia distribuidora Delmar News Agency                                                                                            |
| Gardner Fox                  | escritor                                       | cocreador de la Sociedad de la Justicia de América y la Liga de la Justicia de América                                                            |
| William Moulton Marston      | escritor                                       | creador de Wonder Woman |
| Emile Keirsbilk              | editor en jefe                                 | editor en jefe de DC Comics en Francia |
| Carroll Rheinstrom           | agente literario                               | responsable por los derechos de publicación de DC a nivel internacional                                                                           |
| Fleischer Studios            | estudio de animación                           | realizadores de los dibujos animados de Superman de 1940                                                                                          |
| Bud Collyer                  | actor                                          | interpretó a Superman en el programa de radio The Adventures of Superman                                                                          |
| Kirk Alyn                    | actor                                          | interpretó a Superman en el serial de 1948 Superman, y su secuela de 1950 Atom Man Vs. Superman                                                   |
| Mort Weisinger               | editor                                         | editor de Superman entre mediados de década del 50 hasta 1970; cocreador de Aquaman, Green Arrow y Johnny Quick.                                  |
| Whitney Ellsworth            | escritor, editor                               | productor y editor de historias de la serie televisiva The Adventures of Superman.                                                                |
| George Reeves                | actor                                          | interpretó a Superman en la serie televisiva The Adventures of Superman                                                                           |
| Wayne Boring                 | artista                                        | artista de Superman desde fines de la década del 40 hasta la década del 50.                                                                       |
| Curt Swan                    | artista                                        | artista mayormente asociado a Superman durante las edades edad de plata y de bronce de la historieta norteamericana.                              |
| Bernard Trout                | editor                                         | editor de DC Comics en Francia |
| World Color Press            | imprenta                                       | En 1985, la imprenta más grande en el mercado de historietas y revistas en general.                                                               |
| Robert Kanigher              | escritor, editor                               | cocreador of Sgto. Rock |
| Julius Schwartz              | editor                                         | supervisó el renacimiento de personajes como Flash, Linterna Verde, Hombre Halcón y Atom; editor por muchos años de las líneas Batman y Superman. |
| Jerry Bails                  | editor de fanzines, organizador de aficionados | importante influencia para organizar a los aficionados de la historieta estadounidense en los años 60.                                            |
| Roy Thomas                   | escritor, editor                               | cocreador del All-Star Squadron e Infinity, Inc.                                                                                                  |
| Adam West                    | actor                                          | interpretó a Batman en la serie de televisión Batman en la década del 60                                                                          |
| Burt Ward                    | actor                                          | interpretó a Robin en la serie de televisión Batman                                                                                               |
| Licensing Company of America | empresa licenciataria                          | derechos de comercialización para personajes de DC Comics                                                                                         |
| Carmine Infantino            | artista, ejecutivo                             | cocreador de Flash de la edad de plata; director editorial y editor en jefe                                                                       |
| Neal Adams                   | artista                                        | artista of Batman y Green Lantern/Green Arrow en los años 70.                                                                                     |
| Denny O'Neil                 | escritor, editor                               | escritor de Batman y Green Lantern/Green Arrow en los años 70.                                                                                    |
| Adolf Kabatek                | editor en jefe                                 | editor en jefe de DC Comics en Alemania |
| Hanna-Barbera Productions    | estudio de animación                           | productora de la serie televisiva Súper amigos |
| Ilya Salkind                 | productor cinematográfico                      | coproductor de las películas de Superman |
| Alexander Salkind            | productor cinematográfico                      | coproductor de las películas de Superman |
| Christopher Reeve            | actor                                          | interpretó a Superman en la serie de películas |
| Lynda Carter                 | actriz                                         | interpretó a Mujer Maravilla en la serie de los años 70                                                                                           |
| Phil Seuling                 | distribuidor, organizador de convenciones      | desarrolló el concepto del sistema de distribución del mercado directo para tener las historietas directamente en comercios especializados.       |
| Bud Plant                    | distribuidor                                   | uno de los primeros distribuidores en el mercado directo                                                                                          |
| Marv Wolfman                 | escritor, editor                               | cocreador de Los Jóvenes Titanes, escritor de Crisis en Tierras Infinitas                                                                         |
| George Pérez                 | artista                                        | cocreador de Los Jóvenes Titanes, artista de Crisis en Tierras Infinitas                                                                          |
| Frank Miller                 | escritor, artista                              | creador de Ronin |
| Helen Slater                 | actriz                                         | interpretó a Supergirl en la película de 1984 |
| Superman Peanut Butter       | producto alimenticio                           | primera licencia DC relacionada con alimentos |
| Kenner Products              | fabricante de Juguetes                         | fabricante de la línea de juguetes Super Powers Collection                                                                                        |

## Comentarios de celebridades
Se incluyeron breves comentarios hechos por algunas figuras prominentes bajo el título "Celebrity Reminiscences". Entre otras figuras, figuraban comentarios hechos por Daniel P. Moynihan, Richard Corben, Ray Bradbury, Gloria Steinem, Mort Walker, Milton Glaser, Walter Koenig, Gene Siskel, Stephen King, Gene Simmons, Jim Henson, David L. Wolper, Stan Lee, Susan Stamberg, Roger Ebert, Brooke Shields, Carol Bellamy y Whoopi Goldberg.

## Tapas de revistas destacadas
Se presentan 28 tapas de revistas destacadas en la historia de DC Comics. Estas son:
| Revista                             | Año  | Motivo |
| ----------------------------------- | ---- | --- |
| New Fun                             | 1935 | La primera revista publicada por DC Comics. |
| Detective Comics 1                  | 1937 | La revista por la cual DC Comics debe su nombre.                                                                                                 |
| Action Comics 1                     | 1938 | Metropolis gana un héroe cuando Superman viste su capa por primera vez.                                                                          |
| Detective Comics 27                 | 1939 | Un nuevo combatiente contra el crimen aparece, Batman, quien infrije temor en el corazón de los malhechores                                      |
| Superman 1                          | 1939 | El Hombre de Acero tiene vuelo propio en su propia revista.                                                                                      |
| Flash Comics 1                      | 1940 | El debut de Flash, el hombre más rápido vivo, y el Hombre Halcón, la maravilla alada.                                                            |
| All-Star Comics 3                   | 1940 | Las héroes más poderosos de DC se unen para formar la Sociedad de la Justicia de América, el primer equipo popular heroico                       |
| Sensation Comics 1                  | 1942 | Luego de un mes de su aparición, Wonder Woman pasa a ser una "chica de tapa".                                                                    |
| Strange Adventures 1                | 1950 | Despega la primera revista de historieta de ciencia ficción de DC Comics                                                                         |
| Superman 3-D                        | 1953 | El Hombre del Mañana irrumpe desde las páginas de DC a la manía del 3-D.                                                                         |
| Showcase 4                          | 1956 | Flash regresa para emocionar a una nueva audiencia, marcando el comienzo de la Edad de Plata.                                                    |
| Adventure Comics 247                | 1958 | Debuta la Legión de Super-Héroes, los más grandes campeones de la justicia del siglo treinta.                                                    |
| Action Comics 252                   | 1959 | Superman conoce a su prima kryptoniana: Supergirl.                                                                                               |
| Our Army at War 83                  | 1959 | El Sargento Rock y los soldados de la Easy Company se someten a su bautismo de fuego.                                                            |
| Brave and the Bold 28               | 1960 | DC revive a los equipos de héroes con la primera aventura de la Liga de la Justicia de América.                                                  |
| The Flash 123                       | 1961 | El Flash original sale del retiro para formar equipo con su contrapartida moderna.                                                               |
| Plastic Man 1                       | 1966 | El flexible enemigo de los malhechores obtiene su propio título en DC, con aventuras que estiran la imaginación.                                 |
| Green Lantern / Green Arrow 76      | 1970 | Cuestiones sociales llegan a las historietas. Historias que hacen foco en temas como racismo, adicción a las drogas, feminismo y sobrepoblación. |
| The House of Secrets 92             | 1971 | La Cosa del Pantano, el monstruo de la ciénaga, hace su primera aparición.                                                                       |
| SHAZAM! 1                           | 1973 | El Capitán Marvel, luego de una ausencia de más de veinte años, regresa a las historietas.                                                       |
| Superman vs. The Amazing Spider-Man | 1976 | Los dos gigantes de la industria de las historietas estrehan sus manos y salen a pelear.                                                         |
| World of Krypton                    | 1979 | Las "raíces" de Superman son exploradas en la primera miniserie de DC Comics.                                                                    |
| The (New) Teen Titans 1             | 1980 | Una nueva generación de héroes DC irrumpe en su propia revista.                                                                                  |
| Camelot 3000 1                      | 1982 | La mesa redonda resurge en la primera maxi-serie DC. Es la primera revista de historieta en ser impresa en calidad superior.                     |
| Star Raiders                        | 1983 | Primera novela gráfica DC de alta calidad a todo color, donde cada panel es un cuadro.                                                           |
| Frank Miller's Ronin                | 1983 | Las historietas reciben tratamiento de libros de arte. No se repara en gastos para hacer de esta una obra de arte.                               |
| Who's Who 1                         | 1984 | Las estadísticas visuales de cada héroe y villano DC se encuentran en este primer directorio de personajes.                                      |
| Crisis on Infinite Earths           | 1984 | Mundos enteros vivirán y morirán en esta maxi-serie que introducirá cambios cósmicos en la continuidad DC.                                       |

## Legado
Fifty Who Made DC Great ha sido citado como fuente de referencia para muchos libros. Entre ellos figuran:
- The All-Star Companion Volume 1 por Roy Thomas.[5]
- Comic Book Nation: The Transformation of Youth Culture in America por Bradford W. Wright.[6]
- American National Biography: Supplement por Paul R. Betz y Mark Christopher Carnes.[7]
- Of Comics and Men: A Cultural History of American Comic Books  por Jean-Paul Gabilliet, Bart Beaty y Nick Nguyen.[8]
- 75 Years of DC Comics The Art of Modern Mythmaking por Paul Levitz[9]